# Schlepzig
Schlepzig (baix sòrab: Slopišca) és un municipi alemany que pertany a l'estat de Brandenburg. Forma part de l'Amt Unterspreewald i es troba al nord de la ciutat de Lübben (Spreewald). Està format per les comunitats de Buschmühle, Horst i Gatt.

## Evolució demogràfica
| Any  | Població |
| ---- | -------- |
| 1875 | 921      |
| 1890 | 968      |
| 1910 | 993      |
| 1925 | 874      |
| 1933 | 831      |
| 1939 | 814      |
| 1946 | 1 239    |
| 1950 | 1 191    |
| 1964 | 828      |
| 1971 | 759      |

| Any  | Població |
| ---- | -------- |
| 1981 | 670      |
| 1985 | 631      |
| 1989 | 640      |
| 1990 | 639      |
| 1991 | 629      |
| 1992 | 628      |
| 1993 | 636      |
| 1994 | 631      |
| 1995 | 633      |
| 1996 | 620      |

| Any  | Població |
| ---- | -------- |
| 1997 | 639      |
| 1998 | 655      |
| 1999 | 664      |
| 2000 | 665      |
| 2001 | 672      |
| 2002 | 659      |
| 2003 | 652      |
| 2004 | 656      |
| 2005 | 654      |
| 2006 | 652      |

| Any  | Població |
| ---- | -------- |
| 2007 | 637      |
| 2008 | 641      |
| 2009 | 629      |
| 2010 | 618      |
| 2011 | 599      |
| 2012 | 605      |
| 2013 | 610      |
| 2014 | 614      |
| 2015 | 619      |
| 2016 | 608      |